# Eleccions legislatives de Colòmbia de 2022
Les eleccions legislatives de Colòmbia de 2022 es van celebrar el diumenge 13 de març. Es van triar els membres de les dues cambres del Congrés de Colòmbia.
Al Senat de la República es van escollir 108 senadors, dels quals 100 són de circumscripció nacional, dos de circumscripció especial indígena, cinc que representen al partit Comuns (després dels acords en el procés de pau de l'Havana), i un senador restant, que serà el candidat a la Presidència de la República que ocupi el segon lloc de les eleccions per a elegir president.
Per altra banda, a la Cambra de Representants s'han escollit 188 parlamentaris, dels quals 161 corresponen als 32 departaments i al Districte Capital, dos a la circumscripció de les comunitats afro descendents, un a la circumscripció de les comunitats indígenes, un al departament de San Andrés y Providencia, i un a la circumscripció internacional. El nombre de representants es completarà amb setze representants de les víctimes del conflicte, cinc del partit Comuns, i una última curul que s'atorga a la persona que ocupi el segon lloc a les eleccions presidencials.

## Distribució de curuls

### Senat de la República
| Circumscripció                                                | Curuls |
| ------------------------------------------------------------- | ------ |
| Nacional                                                      | 100    |
| Representació política del Comuns                             | 5      |
| Indígena                                                      | 2      |
| Estatut de l'oposició (segon candidat presidencial més votat) | 1      |
| Total                                                         | 108    |

1. ↑  Literal a, punto 3.2.1.2., Acuerdo Final para la Paz
2. ↑  Artículo 24 de la Ley 1909 de 2018; Artículo 1° del Acto legislativo 02 de 2015

### Cambra de Representants
| Circumscripció                                                    | Curuls |
| ----------------------------------------------------------------- | ------ |
| Territorial                                                       | 161    |
| Transitòria especial de la pau                                    | 16     |
| Representació política de Comuns                                  | 5      |
| Indígena                                                          | 1      |
| Afrocolombians                                                    | 2      |
| Colombians a l'exterior                                           | 1      |
| Comunitat Raizal                                                  | 1      |
| Estatut de l'oposició (segon candidat vicepresidencial més votat) | 1      |
| Total                                                             | 188    |

1. ↑  Artículo 1° del Acto legislativo 02 de 2021[4]
2. ↑  Literal a, punto 3.2.1.2., Acuerdo Final para la Paz
3. ↑  Artículo 6 del Acto legislativo 02 de 2015
4. ↑  La Curul raizal para la cámara de representantes quedará vacía nuevamente en el periodo 2022 - 2026
5. ↑  Artículo 24 de la Ley 1909 de 2018; Artículo 1° del Acto legislativo 02 de 2015

## Llistes
Llistes al Congrés que s'han presentat, ja sigui per mitjà de partits polítics amb entitat jurídica, o grups significatius de ciutadans (G.S.C) que se sumaran al procés de recol·lecció de signatures:
| #  | Coalició, Partit o Moviment                                  | Coalició, Partit o Moviment | Ideologia | Tipus   | Cap de Llista al Senat |
| -- | ------------------------------------------------------------ | --------------------------- | --- | ------- | ---------------------- |
| 1  | Partit Comuns                                                |                             | - Anticapitalisme - Comunisme - Marxisme-leninisme - Bolivarianisme - Socialdemocràcia - Latinoamericanisme - Progressisme - Feminisme - Socialisme democràtic | Tancada | Carlos Antonio Lozada  |
| 2  | Coalició Aliança Verda i Centre Esperança                    |                             | - Democràcia participativa - Economia mixta - Tercera via - Feminisme - Pacifisme - Progressisme - Socialdemocràcia                                            | Oberta  | Humberto de la Calle   |
| 3  | Força Ciutadana la Força del Canvi                           |                             | - Socialdemocràcia - Progressisme - Liberalisme - Federalisme - Democràcia digital                                                                             | Oberta  | Gilberto Tobón Sanín   |
| 4  | Partit Canvi Radical                                         |                             | - Liberalisme - Liberalisme conservador - Conservadorisme | Oberta  | David Luna             |
| 5  | Moviment Nacional Sector Organitzat de la Salut SOS Colòmbia |                             | - Dret a la salut - Política d'un sol assumpte | Tancada | Carolina McCormick     |
| 6  | Partit Nou Liberalisme                                       |                             | - Liberalisme - Liberalisme social - Liberalisme cultural | Tancada | Mabel Lara             |
| 7  | Estem Llestes Colòmbia                                       |                             | - Feminisme - Proavortament - Prodrets LGBT | Tancada | Elizabeth Giraldo      |
| 8  | Moviment Unitari Metapolític                                 |                             | - Política espiritual - Conservadorisme social | Tancada | Luis Alejandro Guzmán  |
| 9  | Coalició MIRA – Colòmbia Justa Lliures                       |                             | - Conservadorisme social - Dreta cristiana - Evangelicalisme - Comunitarisme                                                                                   | Oberta  | Ana Paola Agudelo      |
| 10 | Partit Liberal Colombià                                      |                             | - Socialdemocràcia - Liberalisme - Socioliberalisme - Laïcisme - Laborisme - Progressisme                                                                      | Oberta  | Lidio García Turbay    |
| 11 | Moviment Gent Nova                                           |                             | - Anticorrupció - Populisme - Nacionalisme econòmic | Tancada | Luis Eduardo de la Hoz |
| 12 | Moviment de Salvació Nacional                                |                             | - Conservadorisme - Conservadorisme social | Tancada | José Miguel Santamaría |
| 13 | Centre Democràtic                                            |                             | - Uribisme - Conservadorisme - Populisme de dreta | Oberta  | Miguel Uribe Turbay    |
| 14 | Partit Conservador Colombià                                  |                             | - Conservadorisme - Conservadorisme social - Democràcia cristiana - Liberalisme econòmic                                                                       | Oberta  | Efraín Cepeda          |
| 15 | Partit de la Unió per la Gent "Partit de l'U"                |                             | - Conservadorisme - Liberalisme conservador - Liberalisme econòmic - Populisme de dreta                                                                        | Oberta  | Caterine Ibargüen      |
| 16 | Pacte Històric                                               |                             | - Socialisme democràtic - Progressisme - Feminisme - Ecologisme - Humanisme - Populisme d'esquerra - Socialdemocràcia                                          | Tancada | Gustavo Bolívar        |

| # | Coalició, Partit o Moviment                                              | Coalició, Partit o Moviment | Posició política | Tipus   | Cap de Llista Senat     |
| - | ------------------------------------------------------------------------ | --------------------------- | ---------------- | ------- | ----------------------- |
| 1 | Associació de Capítols Indígenes per Colòmbia                            |                             | Esquerra         | Tancada | Lot Usiel Villazón      |
| 2 | Democràcia des de baix La Palma                                          |                             | Esquerra         | Tancada | Luz Marina Moronbia     |
| 3 | Partit Indígena Colombià P.I.C.                                          |                             | Esquerra         | Oberta  | Marcelino Chindoy       |
| 4 | Moviment Alternatiu Indígena i Social "MAIS"                             |                             | Esquerra         | Oberta  | Aída María Quilcue      |
| 5 | Mandat Ambiental                                                         |                             | Centreesquerra   | Oberta  | Juan Francisco Almendra |
| 6 | Associació Nacional de Capítols i Autoritats Indígenes a Colòmbia ANICOL |                             | Esquerra         | Tancada | Jhony Aparicio          |
| 7 | Resguardo Camp Alegre                                                    |                             | Esquerra         | Tancada | Nelson de Jesús López   |
| 8 | Moviment Autoritats Indígenes de Colòmbia "AICO"                         |                             | Centreesquerra   | Oberta  | Polivio Leandro Rosales |
| 9 | O.S. a. Organització Soci-política Ancestral                             |                             | Centreesquerra   | Tancada | Gustavo Adolfo Martínez |

### Sense entitat jurídica
Molts partits i moviments polítics que es presentaran en llistes a les eleccions legislatives no tenen entiat jurídica, és a dir, el Consell Nacional Electoral no els reconeix oficialment. Aquest és el cas del Partit del Treball de Colòmbia, Compromís Ciutadà, En marxa, o Solidaritat, entre d'altres.

## Enquestes
| Intenció de vot     | Intenció de vot | Intenció de vot | Intenció de vot | Intenció de vot | Intenció de vot | Intenció de vot | Intenció de vot | Intenció de vot | Intenció de vot | Intenció de vot | Intenció de vot | Intenció de vot | Intenció de vot | Intenció de vot | Intenció de vot |
| Data                | Enquestadora    | PH              | CR              | L               | CD              | C               | U               | AV-CCE          | MIRA-CJL        | NL              | GN              | FC              | En blanc        | Cap             | NS/NR           |
| ------------------- | --------------- | --------------- | --------------- | --------------- | --------------- | --------------- | --------------- | --------------- | --------------- | --------------- | --------------- | --------------- | --------------- | --------------- | --------------- |
| 2 de febrer de 2022 | CNC             | 13%             | 12%             | 10%             | 7%              | 7%              | 6%              | 4%              | 4%              | 2%              | 1%              | 1%              | 11%             | 9%              | 13%             |

## Resultats

### Senat de la República
| Partido o movimiento                          | Candidat más votat                 | Vots       | Percentatge | Escons |
| --------------------------------------------- | ---------------------------------- | ---------- | ----------- | ------ |
| Pacto Histórico                               | Llista tancada                     | 2.800.730  | 17.35%      | 20     |
| Partido Conservador                           | Nadia Georgette Blel Scaff         | 2.223.061  | 14.18%      | 15     |
| Partido Liberal                               | Lidio Arturo García Turbay         | 2.100.083  | 13.39%      | 14     |
| Coalición Alianza Verde y Centro Esperanza    | Jonathan Ferney Pulido Hernández   | 1.954.792  | 10.74%      | 13     |
| Centre Democràtic                             | Miguel Uribe Turbay                | 1.917.153  | 10.56%      | 13     |
| Cambio Radical                                | David Andrés Luna Sánchez          | 1.610.651  | 8.82%       | 11     |
| Partido de la U                               | Juan Carlos Garcés Rojas           | 1.508.031  | 8.45%       | 10     |
| Coalición MIRA – Colombia Justa Libres        | Beatriz Lorena Ríos Cuellar        | 578.195    | 3.18%       | 4      |
| Fuerza Ciudadana                              | Gilberto Tobón Sanín               | 417.300    | 2.35%       | 0      |
| Nuevo Liberalismo                             | Llista tancada                     | 352.764    | 1.99%       | 0      |
| Estamos Listas                                | Llista tancada                     | 108.657    | 0.61%       | 0      |
| Movimiento Nacional SOS Colombia              | Llista tancada                     | 56.046     | 0.31%       | 0      |
| Movimiento Gente Nueva                        | Llista tancada                     | 36.546     | 0.21%       | 0      |
| Salvación Nacional                            | Llista tancada                     | 30.060     | 0.17%       | 0      |
| Comunes                                       | Llista tancada                     | 24.562     | 0.14%       | 5      |
| Movimiento Unitario Metapolítico              | Llista tancada                     | 11.915     | 0.07%       | 0      |
| Vots en blanc                                 | Vots en blanc                      | 1.062.395  | 5.99%       |        |
| Vots nuls                                     | Vots nuls                          | 732.000    |             |        |
| Vots no marcats                               | Vots no marcats                    | 524.982    |             |        |
| Total vots circunscripció nacional            | Total vots circunscripció nacional | 17.745.218 | 100%        | 100    |
| Font: Registraduría Nacional del Estado Civil |                                    |            |             |        |
|                                               |                                    |            |             |        |

### Cambra de Representants
| Partit o moviment                                       | Candidat més votat               | Vots      | Percentatge | Escons |
| ------------------------------------------------------- | -------------------------------- | --------- | ----------- | ------ |
| Partit Liberal                                          | Jezmi Lizeth Barraza Arraut      | 2.329.045 | 14,26%      | 32     |
| Pacte Històric                                          | Llista tancada                   | 2.710.485 | 16,58%      | 27     |
| Partit Conservador                                      | Yamil Hernando Arana Padaui      | 2.052.060 | 12,56%      | 25     |
| Centre Democràtic                                       | Andrés Eduardo Forero Molina     | 1.610.666 | 9,86%       | 16     |
| Canvi Radical                                           | Gersel Luis Pérez Altamirano     | 1.391.339 | 8,52%       | 16     |
| Partit de l'O                                           | Saray Elena Robayo Bechara       | 1.426.736 | 8,73%       | 15     |
| Aliança Verda                                           | Luvi Katherine Miranda Peña      | 1.089.797 | 6,67%       | 11     |
| Coalició Centre Esperanza                               | Daniel Carvalho Mejía            | 301.643   | 1,94 %      | 2      |
| Lliga de Governants Anticorrupció                       | Llista tancada                   | 166.908   | 1,02 %      | 2      |
| Alternatius (Aliança Verda-Polo Democrático Alternatiu) | Alejandro García Ríos            |           |             | 1      |
| Coalició MIRA – Colombia Justa Libres                   | Irma Luz Herrera Rodríguez       | 289.959   | 1,77 %      | 1      |
| Nuevo Liberalismo                                       | Julia Miranda Londoño            | 280.522   | 1,71%       | 1      |
| Coalició Canvi Radical-Colombia Justa Libres-MIRA       | Maurici Parodi Díaz              | 137.252   | 0,84%       | 1      |
| Coalició Partit Conservador-Partit de l'O               | Juan Carlos Wills Ospina         | 111.236   | 0,68 %      | 1      |
| Coalició Partit Conservador-Centre Democràtic           | Luis David Suárez Chadid         | 97.124    | 0,59 %      | 1      |
| Coalició Pacte Històric-Aliança Verda                   | Santiago Osorio Martin           |           |             | 2      |
| Coalició Partit Liberal Colombià -Colòmbia Justa Libres | Carlos Felipe Quintero Ovalle    |           |             | 1      |
| Coalició Partit de l'O-Colombia Justa Libres            | Carlos Alberto Bryan Uribe       |           |             | 1      |
| Junts per Caldas (ASI-Dignitat-Nou Liberalisme-MIRA)    | Juan Sebastián Gómez Gonzáles    |           |             | 1      |
| Gent en Moviment                                        | Wilder Iberson Escobar           |           |             | 1      |
| Comuns                                                  | Llista tancada                   |           |             | 5      |
| Força Ciutadana                                         | Ingrid Johanna Aguirre Juvinao   |           |             | 1      |
| Colòmbia Renaixent                                      | Jorge Alberto Cerchiaro Figueroa |           |             | 1      |
| Font: Registraduría Nacional de l'Estat Civil           |                                  |           |             |        |
|                                                         |                                  |           |             |        |